# Gottfried Gabriel Bredow
Gottfried Gabriel Bredow (14 de diciembre de 1773 - 5 de septiembre de 1814) fue un historiador alemán.
Nació en Berlín, fue profesor, sucesivamente, de las universidades de Helmstedt, Fráncfort del Óder y Breslavia. Murió en Breslavia.
Las principales obras de Bredow son Planbuch der alten Geschichte, Geographie und Chronologie (Eutin, 1799; traducción al inglés, Londres, 1827); Chronik des 17. Jahrhunderts (Altona, 1801); Entwurf der Weltkunde der Alten (Altona, 1816); Weltgeschichte in Tabellen (Altona, 1801; traducción al inglés por J. Bell, Londres, 1820).